# Marinha

A âncora de cepo, o emblema quase universal da marinha.

A marinha constitui — no seu sentido lato — o conjunto de instituições, pessoas, embarcações, portos e outros recursos dedicados às atividades marítimas. O termo "marinha" é também frequentemente aplicado em sentido restrito, como referência à específica à marinha de guerra.
A marinha, no seu sentido lato, subdivide-se nos seguintes ramos:
- Marinha de guerra: ramo militar da marinha, que constitui uma instituição estatal encarregada da defesa naval de um país, quer em ambiente marítimo quer nos ambientes fluvial e lacustre.
- Marinha mercante: ramo civil da marinha, que agrupa as diversas instituições, pessoas, embarcações e outros recursos dedicados às atividades marítimas de caráter civil. Subdivide-se em:

1. Marinha de comércio: dedicada ao transporte de mercadorias e de passageiros;
2. Marinha de pesca: dedicada à pesca;
3. Marinha de recreio: dedicada à náutica de desporto e recreio.

## Marinha de guerra
A marinha de guerra é o ramo, das forças armadas de uma nação, especializado na condução da guerra naval e anfíbia. Conforme o país, a marinha de guerra pode ser designada, alternativamente, por termos como "armada", "marinha militar" ou "força naval". Nalguns países, tornou-se comum referir-se à marinha de guerra, simplesmente como "marinha", ainda que este termo, verdadeiramente e no sentido lato, inclua também a marinha mercante (isto é, a marinha não militar).
O objetivo estratégico ofensivo de uma marinha de guerra é o da projeção de forças em áreas para lá da costa do seu país, no sentido de controlar as linhas de navegação, transportar tropas ou atacar os navios, portos e instalações costeiras inimigas. Já o objetivo estratégico defensivo de uma marinha de guerra é o de dissuadir ou neutralizar a projeção de forças navais por parte de um inimigo.

### História
A guerra naval foi criada a partir do momento em que o homem lutou entre si, a partir de embarcações aquáticas. A organização, a tática e os meios empregues na guerra naval foram evoluindo ao longo dos termos, acompanhando evolução militar e náutica. O futuro da armada:foi durante a primeira guerra mundial que o poder marítimo atingiu sua máxima importância. Acredita-se que o poder marítimo inglês tenha decidido a guerra.

### Operações
A Guerra das Malvinas foi o último grande confronto naval dos tempos modernos e o maior desde a Segunda Guerra Mundial. Normalmente, a marinha de guerra de um país opera a partir de uma ou várias bases navais instaladas na sua própria costa, ou na costa de países aliados. Uma base naval é um porto especializado em operações navais, que incluiu, normalmente, docas para as embarcações de guerra, alojamentos para as tripulações desembarcadas, oficinas de reparação naval, depósitos de combustível e paióis de munições. Em tempo de guerra, podem ser instaladas bases avançadas temporárias, em pontos estratégicos, para melhor poderem ser apoiadas as operações navais. As maiores potências navais aperceberam-se que lhes é vantajosa a obtenção de direitos de utilização de bases navais fora do seu território nacional, em áreas de interesse estratégico.
Os navios da marinha de guerra podem realizar operações independentes ou integradas em grupos de navios, que podem ser desde pequenas flotilhas de navios de um único tipo até grandes frotas navais compostas por navios especializados em várias áreas. O comandante de uma força naval desloca-se e exerce o seu comando a partir de um navio-chefe, que, normalmente, é o navio mais poderoso do grupo. Antes do desenvolvimento das telecomunicações por rádio, as ordens do navio chefe eram transmitidas, aos restantes navios da força naval, por bandeiras de sinais. Durante a noite eram utilizados sinais de luzes. Estas, mais tarde, foram substituídas por emissores de rádio, mantendo-se os sinais de luzes para quando era necessário o silêncio rádio.
Uma marinha de guerra oceânica (conhecida também pelo termo em Inglês "blue water navy" — literalmente "marinha de água azul") é aquela que é organizada e equipada de modo a ter a capacidade de operar afastada das águas costeiras do seu país. Este tipo de marinha de guerra possui navios capazes de operar por longos períodos de tempo no mar alto, bem como uma capacidade logística para os apoiar nessa operação. As marinhas oceânicas mais poderosas dispôem de navios propulsados a energia nuclear que podem operar quase ilimitadamente, uma vez que não precisam de ser abastecidos de combustível.
Em contrapartida, uma marinha costeira e fluvial (conhecida por "brown water navy" — "marinha de água castanha") dispôe de uma capacidade para operar nas águas costeiras, em rios e em lagos, áreas de operações, normalmente, inacessíveis aos grandes navios de guerra oceânicos.
Ultimamente, tem sido também utilizado o termo "green water navy" ("marinha de água verde") para designar as marinhas de guerra que mantêm alguma capacidade de intervenção oceânica, mas sem disporem de grandes navios como porta-aviões ou do apoio logístico suficiente para poderem desenvolver grandes operações autónomas.

### Tradições
As diversas marinhas de guerra seguem um grande número de tradições, algumas delas comuns a todas elas, outras mais específicas.
A tradição mais básica é a de que uma embarcação de guerra, sob comando de um oficial, é referida sempre como "navio" e nunca como "barco". Quase todos os navios de guerra são baptizados como um nome próprio, sendo comum o uso de nomes de personalidades nacionais, de marinheiros ilustres, de temas marinhos ou de antigos navios históricos. Os nomes dos navios de algumas marinhas de guerra incluem um prefixo que identifica o navio como lhe pertencendo. Alguns dos prefixos mais antigos, ainda em uso, são o HMS da Royal Navy britânica, significando Her Majesty's Ship (Navio de Sua Majestade) — igualmente usado pela Marinha Sueca onde significa Hennes Majestäts Skepp -, o USS da Marinha dos EUA, significando United States Ship (Navio dos Estados Unidos) , o NRP da Marinha Portuguesa, significando "Navio da República Portuguesa" , o ARA da Armada Argentina, significando Armada de la República Argentina (Armada da República Argentina) e o HrMs da Koninklijke Marine neerlandesa, significando Harer Majesteits (de Sua Majestade).
Uma tradição comum a quase todas as marinhas é o uniforme naval, que é muito semelhante em quase todas elas, apesar das diferenças nacionais. O uniforme de gala de quase todas as marinhas baseia-se no uniforme introduzido pela Royal Navy, em meados do século XIX. Normalmente existe um uniforme azul — usado na estação fria — e um uniforme branco — usado na estação quente. É também tradicional, usar uma mistura dos uniformes azul e branco, nas estações intermédias.
Outra tradição em vigor em diversas marinhas é a do sino de bordo. Antigamente, este sino servia para marcar a passagem do tempo e bordo. Era também utilizado para emitir sinais de aviso de nevoeiro, sinais de alarme e em cerimónias. Atualmente o sino em mantido em muitos navios de guerra para efeitos, meramente cerimoniais, sendo dado muito cuidado ao seu polimento.
Quando alguma personalidade importante entra a bordo de um navio de guerra, a mesma é saudada por um apito. O apito era, originalmente, usado para a transmissão de ordens a bordo, que não poderiam ser ouvidas se transmitidas oralmente.
Um navio de guerra costuma prestar saudações através de salvas de artilharia. O número de salvas disparadas indicava a importância da personalidade que era saudada.

### Navios de guerra
Antigamente os navios da marinha de guerra destinavam-se apenas ao combate. Eram projetados para resistir a danos e para infligir danos nas embarcações adversárias, só levando os abastecimentos estritamente necessários para a sua operação — não levando, portanto, carga. Tornou-se comum, também, que navios construídos para o transporte de carga — como os galeões ou os navios mercantes armados da Segunda Guerra Mundial — fossem adaptados a navios de combate, com a instalação de armamento. 

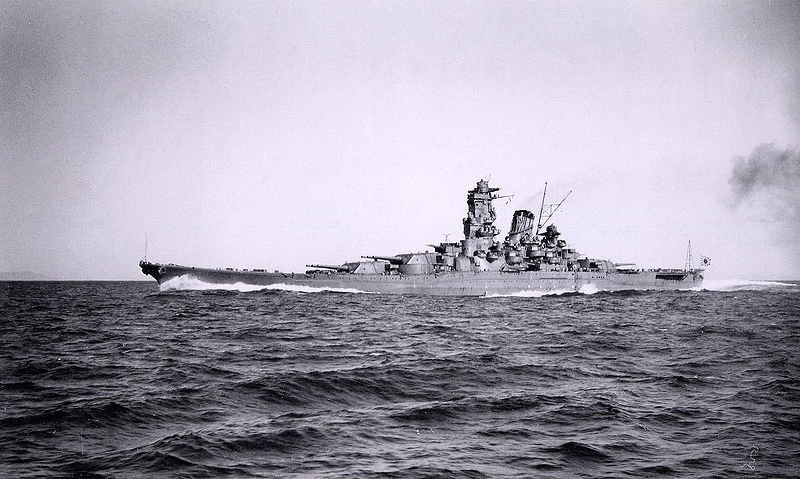
Couraçado Yamato, da Marinha Imperial Japonesa. Integrou a classe Yamato (que também incluía seus navios "irmãos" Musashi e Shinano) e, foi maior navio de guerra já construído.

Mais recentemente, as marinhas de guerra passaram a dispor de navios não combatentes, destinados a apoiar a esquadra. Estes incluem os navios hidrográficos, navios de transporte de tropas e os navios de reabastecimento.
Até início do século XIX, os navios de combate dividiam-se em três categorias principais: navios de linha, fragatas e bergantins. Os navios de combate modernos são, geralmente, divididos nas seguintes categorias: porta-aviões, cruzadores, contratorpedeiros (destroyers), fragatas, corvetas, navios patrulha, navios de guerra de minas, submarinos e navios de operações anfíbias. Existem também outros navios de apoio que incluem os navios hidrográficos, os navios-escola e os navios de reabastecimento.
Os navios de guerra atuais são significativamente mais rápidos do que nas épocas anteriores, graças aos sistemas de propulsão muito mais aperfeiçoados. A eficiência das máquinas melhorou também em termos da redução do consumo de combustível e da redução do número de pessoas necessárias para as operar.

### Embarcações menores
As marinhas de guerra também dispõem de embarcações menores, não comandadas por oficiais — normalmente, de reduzida autonomia — destinadas a serem usadas na proximidade das bases ou dos navios principais. Algumas dessas embarcações são as lanchas de desembarque, os hovercrafts, as vedetas de transporte de pessoal, os botes de borracha e as lanchas de salvamento.

### Organização naval
Cada navio de uma marinha de guerra constitui uma unidade naval. O agrupamento de várias unidades navais, sob o comando de um oficial designado, constitui uma força naval. Tradicionalmente, o maior tipo de força naval era a armada ou frota, sob o comando de um almirante. A frota dividia-se em esquadras e, estas, subdividiam-se em divisões. As unidades navais de menor porte agrupavam-se em forças navais designadas "flotilhas" ou "esquadrilhas". Hoje em dia, estes termos são usados sobretudo para designar agrupamentos administrativos de unidades navais que não constituem forças navais operacionais.
Atualmente, para efeitos operacionais, as unidades navais agrupam-se em forças navais temporárias designadas "grupos-tarefa" (TG — task groups), normalmente sob o comando de um oficial superior. Por sua vez, os grupos-tarefas podem agrupar-se em forças navais maiores, designadas "forças-tarefa" (TF — task forces), sob o comando de um oficial general e que normalmente incluem grandes navios de combate — como porta-aviões ou navios de assalto anfíbio — e uma série de navios de apoio logístico.

### Patentes e graduações navais
Tal como nos exércitos, o pessoal naval está organizado em três grandes grupos: os oficiais, os sargentos (mestragem) e os praças (marinhagem). As designações dos postos da marinha de guerra — sobretudo a dos de oficial — são, no entanto, normalmente diferentes das dos postos dos exércitos.
Variando, de país para país, os postos dos oficiais designam-se, do de mais alta para o de mais baixa patente:
1. Almirante da Armada / almirante da Frota
2. Almirante
3. Vice-almirante
4. Contra-almirante
5. Comodoro
6. Capitão de mar e guerra / capitão de navio de linha / capitão
7. Capitão de fragata / comandante
8. Capitão de corveta / capitão-tenente / tenente-comandante
9. Primeiro-Tenente
10. Segundo-Tenente
11. guarda-marinha
12. suboficial

Os postos de sargento ou de mestragem designam-se, genericamente:
1. Suboficial / mestre
2. Sargento / contramestre
3. Subsargento / guardião

Os postos de praça ou de marinhagem são:
1. Cabo
2. Marinheiro
3. Grumete

Independentemente do posto que detêm, é tradição que os oficiais generais tenham o tratamento de "almirante", os oficiais superiores o de "comandante" e os subalternos o de "tenente". Tradicionalmente, o oficial segundo-comandante de um navio tem o título de "imediato".

### Infantaria de marinha
Já as forças navais do Império Romano incluíam legionários embarcados que se destinavam a realizar ações de abordagem. Estes legionários recebiam, essencialmente, uma instrução de combate terrestre, não estando habilitados a operar um navio. Mais tarde, na época da marinha à vela existiam soldados embarcados com funções semelhantes.
Em 1537, a Espanha criou o Terço da Armada, a primeira unidade do mundo de infantaria de marinha. O Terço da Armada era uma unidade de infantaria, especialmente treinada para guarnecer os navios de guerra e realizar operações de desembarque anfíbio. Unidades deste tipo foram criadas por outros países, ficando conhecidas por termos como "fuzileiros navais", "marines" ou "infantaria naval".
As forças de infantaria de marinha de alguns países ganharam capacidades para a realização de operações, não apenas a partir de navios e perto da costa, mas mesmo no interior de terra. O exemplo mais flagrante disto é o Marine Corps dos EUA, que se separou quase inteiramente da marinha, tornando-se num ramo independente das forças armadas.

### Aviação naval
Muitas marinhas de guerra incluem um ramo de aviação naval que opera aeronaves em apoio das forças navais. Essas aeronaves desempenham diversos tipos de missões, desde a proteção aérea das forças navais até à busca e salvamento no mar. A aviação naval pode dividir-se em aviação embarcada — que inclui os helicópteros e os aviões que operam a partir de porta-aviões, porta-helicópteros, submarino porta-aviões ou de outros navios — e a aviação costeira — com aeronaves marítimas operadas a partir de bases em terra.

## Marinha mercante
A marinha mercante é, essencialmente, a marinha não militar. Engloba todas as organizações, meios e pessoal destinado à realização das atividades marítimas, fluviais ou lacustres de âmbito civil. Estas atividades são essencialmente económicas — como a pesca e os transportes — mas podem também incluir atividades de caráter científico ou de lazer.
A atividade da marinha mercante está regulamentada por leis nacionais e por convenções internacionais, sobretudo no que diz respeito à certificação do pessoal marítimo, à segurança dos navios e à proteção das espécies marítimas contra a pesca excessiva.
A organização da marinha mercante — sobretudo, no que diz respeito à organização interna a bordo dos navios maiores — segue modelos de hierarquia semelhantes aos da marinha de guerra. Tal como na marinha de guerra, o pessoal organiza-se nas categorias de oficiais, mestragem e marinhagem.
A marinha mercante inclui as organizações — como autoridades marítimas e portuárias — reguladores dos transportes marítimos e das das pescas, as instituições de ensino e formação náutica, os armadores e agências de navegação, as organizações de gestão logística portuária e as instituições de investigação marinha.
A marinha mercante, inclui a marinha de comércio, a marinha de pesca e a marinha de recreio.

### Marinha de comércio
A marinha de comércio é o ramo da marinha mercante dedicado, essencialmente, à atividade de transporte de carga e de passageiros, através do mar, dos rios, dos lagos e dos canais.

### Marinha de pesca
A marinha de pesca é o ramo dedicado à atividade da pesca marítima e fluvial.

### Marinha de recreio
A marinha de recreio é o ramo dedicado às atividade de turismo e de lazer, no mar, nos rios e nos lagos. Também é conhecida como "náutica de recreio".